# Volta
Volta (anglicky Volta River) je řeka v západní Africe na území Ghany. Její povodí zasahuje na území dalších čtyř států (Benin, Togo, Pobřeží slonoviny, Burkina Faso). Je 467 km dlouhá, z čehož větší část zabírá největší přehradní nádrž (Volta) na světě. Včetně delší zdrojnice Černé Volty je dlouhá 1819 km. Povodí má rozlohu 388 000 km².

## Průběh toku
Řeka vzniká soutokem Černé a Bílé Volty. Na horním toku teče převážně v široké dolině. Na dolním toku protéká vysočinou Akwapim, kde vytváří peřeje. Zde byla postavena hráz Akosombo, za kterou vznikla nádrž Volta, největší přehradní nádrž na světě podle rozlohy vodní plochy. Největší přítoky Volty jsou Oti a Daka zleva a Afram zprava. Řeka ústí do Guinejského zálivu u města Ada, přičemž vytváří deltu.

## Vodní režim
Nejvyšší vodní stavy se vyskytují v období dešťů od září do října. V tuto dobu se řeka široce rozlévá a úroveň její hladiny stoupá až o 14 m. Nejnižší úroveň hladiny je v únoru a březnu.

## Využití
Vodní doprava je možná od ústí v délce 400 km, ale po celý rok je jízda parníků možná jen do Akuse. Na řece funguje 11 přívozů. V povodí žije na 400 druhů ryb. Místa největších trhů jsou Kete-Krači, Kpong, Kpandu. Vodní elektrárna Akosombo dodává elektrickou energii především pro továrnu na zpracování hliníku ve městě Tema.